# ژانگ بوون
ژانگ بووِن (انگلیسی: Zhang Bowen؛ زادهٔ ۲۸ آوریل ۱۹۹۶) تیرانداز اهل چین است.
وی در مسابقات کشوری و بین‌المللی در مجموع برندهٔ ۵ مدال طلا، ۳ مدال نقره، ۲ مدال برنز شده‌است.